# محمد اولحاج
محمد اولحاج (انگلیسی: Mohamed Oulhaj؛ زادهٔ ۶ ژانویهٔ ۱۹۸۸) بازیکن فوتبال اهل مراکش است.
از باشگاه‌هایی که در آن بازی کرده‌است می‌توان به باشگاه فوتبال الرجا اشاره کرد.
وی همچنین در تیم ملی فوتبال مراکش بازی کرده‌است.